# Persona 3 Reload
Persona 3 Reload (яп. ペルソナ3 リロード, кириліз.: Перусона 3 Ріродо) — рольова відеогра 2024 року японської компанії Atlus, яка є ремейком Persona 3 (2006), четвертою грою в серії Persona, яка є частиною великої франшизи Megami Tensei.

## Ігровий процес
Reload наново відтворює основний сюжет Persona 3 з численними графічними та функціональними покращеннями, що ставить цей проєкт в один ряд з іншими представниками відеоігрової серії. «Освіження» художнього напрямку Томохіро Кумаґаї та дизайну персонажів Адзуси Шімади проходило під наглядом Шіґенорі Соеджіми. Автором музики є здебільшого Ацуші Кітаджьо, додаткові аранжування зробив оригінальний композитор Шоджі Меґуро, а вокальні треки виконали Адзумі Такахаші та Lotus Juice.

## Сюжет
Як і в оригінальному проєкті, головним героєм є старшокласник, що повертається додому після загибелі його батьків в автокатастрофі десять років тому. Він набуває здатності викликати Персон — фізичних проявів його внутрішнього духу, та приєднується до Спеціалізованого позакласного виконавчого загону (англ. Specialized Extracurricular Execution Squad, S.E.E.S.), команди-однодумців, що складається з людей, які так само можуть використовувати силу Персон. Об'єднавшись, вони прагнуть перемогти Тіней та розкрити таємницю Темної Години.

## Випуск
Випуск Persona 3 Reload відбувся у 2024 році для таких платформ, як PlayStation 4, PlayStation 5, Windows, Xbox One та Xbox Series X/S. Гра отримала позитивні відгуки від критиків та вийшла тиражем у мільйон копій у перший тиждень релізу, у зв'язку чим є найшвидше продаваною грою Atlus. Шанувальники серії часто запитували ремейк Persona 3 після того, як серія набула світової популярності завдяки успіху Persona 5 (2016), що була визнано офіційно самою компанією Atlus. Розробка почалася у 2019 році, а анонс майбутньої гри відбувся у червні 2023 року.

## Сприйняття
Persona 3 Reload отримала «загалом схвальні» відгуки від критиків, згідно з агрегатором рецензій Metacritic.
Критик Майкл Гіґам (IGN) схарактеризував гру як «повніше втілену версію улюбленої RPG», відзначивши зручні покращення ігрового процесу, якісний акторський склад та новий саундтрек. Своєю чергою, Джо Річардс (PlayStation Universe) похвалив вдало поєднаний візуальний стиль, що запозичує елементи з Persona 5 і при цьому зберігає автентику оригінальної гри, назвавши її «шедевром дизайну» з «одними з найелегантніших меню в історії RPG». Додатковий сюжетний розділ Episode Aigis отримав позитивні оцінки за сюжет і музику, але також був критикований за монотонність, затягнутість і незручне керування.
Reload зазнала критики від частини гравців і оглядачів ще до релізу і після нього за відсутність можливості грати за жіночу протагоністку, доступну в Persona 3 Portable. Продюсер гри Кадзухіса Вада пояснив це рішення обмеженими часом і бюджетом, що спонукало фанатів до створення неофіційного моду Femc Reloaded Project. Мод мав на меті додати жіночу протагоністку та пов’язані з нею сюжетні події й контент, ексклюзивні для Portable. Проєкт було випущено 19 лютого 2024 року, лише через 17 днів після релізу Reload, і він отримав позитивні відгуки за функціональність і оперативність розробки.